# Doryteuthis surinamensis
Doryteuthis surinamensis G. L. Voss, 1974), comunemente noto come calamaro del Suriname, è una specie di calamaro appartenente alla famiglia Loliginidae. Questa specie è distribuita prevalentemente nel Mar dei Caraibi meridionale, in particolare al largo delle coste del Suriname. È un calamaro di piccole dimensioni, raggiungendo una lunghezza massima del mantello di circa 12 cm.

## Descrizione
Il mantello di D. surinamensis è moderatamente largo, rappresentando circa il 25% della lunghezza totale del mantello. Le pinne sono di forma romboidale e si estendono per circa il 50% della lunghezza del mantello. Le braccia sono relativamente lunghe, circa il 45% della lunghezza del mantello, e presentano anelli di ventose con denti appuntiti. Nei maschi, il braccio ventrale sinistro è eterocotilizzato a partire dal 22°-24° paio di ventose dorsali; le ventose all'estremità del braccio rimangono non modificate, mentre quelle modificate sono ridotte in dimensione e posizionate su basi allargate e appiattite trasversalmente.

## Distribuzione e habitat
D. surinamensis è una specie che vive in acque poco profonde, con una profondità registrata tra i 27 e i 37 metri. La sua distribuzione geografica è limitata al Mar dei Caraibi meridionale, sebbene la sua somiglianza con specie affini, come D. pealeii, possa aver portato a una sottostima della sua reale distribuzione.

## Tassonomia
Originariamente descritta come Loligo surinamensis da G. L. Voss nel 1974, la specie è stata successivamente riclassificata nel genere Doryteuthis. È importante notare che D. surinamensis è talvolta confuso con specie simili, il che rende cruciale un'accurata identificazione tassonomica.